# Der Drachenstein
Das Musical Der Drachenstein wurde am 6. Dezember 2002 im Kultur- und Kongresszentrum Luzern uraufgeführt. Die Idee und das Buch stammen von Andréas Härry, die Musik von Jürg Gisler. 

## Inhalt
Erzählt wird die Geschichte einer Frau aus unseren Tagen, die in einem wundervollen Traum an die Ursprünge des Luzerner Drachensteins reist, der von den Drachen des Berges Pilatus im 16. Jahrhundert fallen gelassen wurde. Der echte Luzerner Drachenstein ist eine beige-braune Kugel aus gebranntem Ton unbekannten Ursprungs, die heute im Natur-Museum Luzern liegt. Seine Sage wurde im Musical aufgenommen und in der Form eines modernen Märchens verarbeitet.

Luzerner Drachenstein, Darstellung aus dem 18. Jahrhundert

## Aufführungen
Im Dezember 2002 gingen 11 Aufführungen über die Bühne. Im Dezember 2003 folgten weitere 15 Vorstellungen. Im März 2007 wurde die Produktion in 16 Aufführungen und einer neuen Inszenierung im Le Théâtre Kriens-Luzern wieder aufgenommen. In den Hauptrollen in allen Staffeln: Irène Straub und Patric Ricklin.
Mit 22'500 Zuschauern ist Der Drachenstein bis heute die erfolgreichste Musicalproduktion Zentralschweizer Ursprungs.